# Stay Another Day
Stay Another Day is een nummer van de Britse popgroep East 17. Het nummer is afkomstig van hun tweede album Steam uit 1994. Het nummer werd als derde single van het album op 21 november dat jaar uitgebracht.

## Achtergrond
De single werd als kerstsingle uitgebracht en werd een hit in een aantal landen. Met kerst 1994 behaalde de single in thuisland het Verenigd Koninkrijk de nummer 1-positie in de UK Singles Chart. Ook in Denemarken, Ierland, Zweden, Israël, Zimbabwe, Litouwen en Macedonië behaalde de single de nummer 1-positie en de top 10 in diverse andere landen, o.a. in Australië, Noorwegen, Polen, Frankrijk, Duitsland, Oostenrijk en Zwitserland. In de Eurochart Hot 100 werd de 2e positie behaald en in Japan de 12e.
In Nederland werd de single destijds veel gedraaid op de landelijke radiozenders en werd een grote hit. De single kwam in week 52 van 1994 de Nederlandse Top 40 op Radio 538 binnen op een 24e positie en behaalde uiteindelijk de 6e positie. In de destijds nieuwe publieke hitlijst; de Mega Top 50 op Radio 3FM, kwam de single in week 51 binnen op de 39e positie en bereikte uiteindelijk de 5e positie en stond in totaal elf weken in deze lijst genoteerd.
In België bereikte de single de 3e positie in de voorloper van de Vlaamse Ultratop 50 en de 4e positie in de Vlaamse Radio 2 Top 30. In Wallonië werd de 10e positie behaald.
"Stay Another Day" (Ned: Blijf nog een dag) was de tweede single van het album Steam en de eerste ballad van de groep die in de hitlijsten terechtkwam. Het nummer is geschreven door frontman Tony Mortimer die het baseerde op zijn broer Ollie, die zichzelf van het leven had beroofd. Mortimer werd met de compositie bijgestaan door Rob Kean en Dominic Hawken. Aan het nummer werden kerstklokken toegevoegd om het aantrekkelijk te maken voor de kerst-verkoop. Mortimer won een Ivor Novello-award voor het schrijven van dit nummer in 1995.